# Chems Fetairia
Chems Eddine Fetairia (arab. شمس الدين فطايرية ;ur. 22 października 1999) – algierski zapaśnik walczący w stylu wolnym. Zajął piętnaste miejsce na mistrzostwach świata w 2023 roku.
Złoty medalista mistrzostw Afryki w 2022 i 2024, srebrny w 2023. Wygrał igrzyska panarabskie w 2023 roku.